# 磨子潭镇
磨子潭镇，是中华人民共和国安徽省六安市霍山县下辖的一个乡镇级行政单位。

## 行政区划
磨子潭镇下辖以下地区：
堆谷山村、胡家河村、东流河村、宋家河村、磨子潭村、白水畈村和龙井冲村。